# 10-я армия (Российская империя)
10-я армия — общевойсковое оперативное формирование Русской императорской армии во время первой мировой войны.
Сокращённое наименование — 10 А или 10 ПА.

## История
Полевое управление армии образовано в августе 1914 года из частей Ставки Верховного Главнокомандования, находившихся в полосе Северо-Западного фронта.
В первый год Первой мировой войны армия сражалась в составе Северо-Западного фронта. Участвовала в Августовских боях (12 — 30 сентября 1914 года). Командующий армией В. Е. Флуг так охарактеризовал итоги сражения:

1) отражение противника от Немана и принуждение его к поспешному отходу; 2) деблокада Осовца; 3) овладение Августовым и нанесение сильному заслону немцев поражения в августовских лесах; 4) очищение от противника почти всей нашей территории к западу от среднего течения Немана; 5) вторжение войск 10-й армии в Восточную Пруссию с овладением гг. Лыком и Бялой; 6) лишение противника инициативы и возможности: а) предпринять что-либо против тыла наших армий, действующих на ср. Висле; б) усиливать за счёт оставленных в Восточной Пруссии войск свою армию, назначенную для нанесения главного удара в Польше.
По словам командующего, за всю операцию русские потеряли «до 20 000 человек убитыми, ранеными и без вести пропавшими», а «потери немцев были не меньше наших».
В сентябре-октябре 1914 года армия прикрывала северный фланг русских войск в Варшавско-Ивангородской операции, в октябре-ноябре 1914 года выполняла ту же задачу в Лодзинской операции. В январе-феврале 1915 года армия подверглась мощному удару 8-й и 10-й германских армий, в ходе Августовской операции (зимнее Мазурское сражение) понесла тяжелые потери и была оттеснена противником, но не допустила прорыва её фронта и выхода немецкой армии на тылы русских войск в Польше. Немцы предприняли попытку повторно уничтожить 10-ю армию в ходе Праснышской операции (февраль-март 1915 года), но она вновь сдержала натиск противника, а затем совместно с 1-й и 12-й армиями отбросила немецкие войска к границам Восточной Пруссии.
С августа 1915 года армия действовала в составе Западного фронта. Тогда она вела тяжелые оборонительные бои в ходе Великого отступления, с большими потерями отбивалась от немецких войск в ходе Виленской операции. С середины сентября 1915 года держала фронт по линии Нарочь — Сморгонь. В марте 1916 года наносила вспомогательный удар в ходе Нарочской операции, повлекший большие потери и не достигший успеха.
В Июньском наступлении 1917 года армия наступала на Вильно, но безуспешно: атаковав противника и захватив 2-3 линии окопов, атакующие части отказались продолжать атаку и вернулись на свои позиции.
На конец 1917 года штаб армии размещался в Молодечно. С декабря 1917 по март 1918 года армия была демобилизована и расформирована.

## Состав
Армия была сформирована в августе 1914 года в следующем составе:
- 22-й армейский корпус
- 3-й Сибирский армейский корпус
- 1-й Туркестанский армейский корпус
- 5-я стрелковая бригада
- 1-я кавалерийская дивизия
- 2-я кавалерийская дивизия
- 3-я кавалерийская дивизия
- 1-я гвардейская кавалерийская дивизия
- 2-я гвардейская кавалерийская дивизия
- 1-я отдельная кавалерийская бригада

В ходе войны в разное время в составе армии находились 1-й гвардейский корпус, 1-й, 2-й, 3-й, 5-й, 6-й, 10-й, 15-й, 20-й, 23-й, 24-й, 26-й, 34-й, 35-й, 36-й, 38-й и 44-й армейские корпуса, 2-й и 5-й Кавказские армейские корпуса, 1-й и 2-й Сибирские армейские корпуса, 7-й кавалерийский корпус.
На конец 1917 года армия имела в своём составе:
- III армейский корпус
- XXXVIII армейский корпус
- II Кавказский армейский корпус
- I Сибирский армейский корпус
- Авиационная подвижная база 10-й армии

## В составе
- Северо-Западного фронта (август 1914 — август 1915)
- Западного фронта (август 1915 — начало 1918)

## Командующие войсками
- 11.08.1914 — 22.08.1914 — генерал от инфантерии Эверт, Алексей Ермолаевич;
- 22.08.1914 — 23.09.1914 — генерал-лейтенант Флуг, Василий Егорович;
- 23.09.1914 — 25.04.1915 — генерал от инфантерии Сиверс, Фаддей Васильевич;
- 25.04.1915 — 4.10.1916 — генерал от инфантерии Радкевич, Евгений Александрович;
- 4.10.1916 — 12.12.1916 — генерал от кавалерии Цуриков, Афанасий Андреевич;
- 12.12.1916 — 1.04.1917 — генерал от инфантерии Горбатовский, Владимир Николаевич;
- 8.04.1917 — 4.07.1917 — генерал-лейтенант Киселевский, Николай Михайлович;
- 4 — 31.07.1917 и 5.08 — 9.09.1917 генерал-лейтенант Ломновский, Пётр Николаевич;
- 9.09.1917 — 01.11.1917 — генерал-лейтенант Шихлинский, Али-Ага;
- 1.11.1917 — 16.11.1917 — генерал-лейтенант Чоголков, Георгий Иванович (врид);
- 16.11.1917 — 03.1918 — генерал от кавалерии Шейдеман, Сергей Михайлович.